# Microctenochira danielssoni
Microctenochira danielssoni es una especie de insecto coleóptero de la familia Chrysomelidae, descrita en 1995 por Borowiec in Swietojanska & Borowiec.